# UGC 1171
UGC 1171 è una galassia che si stima disti dalla terra 24 milioni di anni luce. Si trova nella costellazione dei Pesci e fa parte di un gruppo di galassie insieme a NGC 660, M74, UGC 1175, UGC 1176, UGC 1195 e UGC 1200, uno dei tanti gruppi facenti parte del Superammasso della Vergine.
UGC 1171 ha un diametro di poco più di 8 mila anni luce, mentre la Via Lattea misura 100.000 anni luce, è quindi classificata come una galassia nana irregolare.